# Ber Ulmo

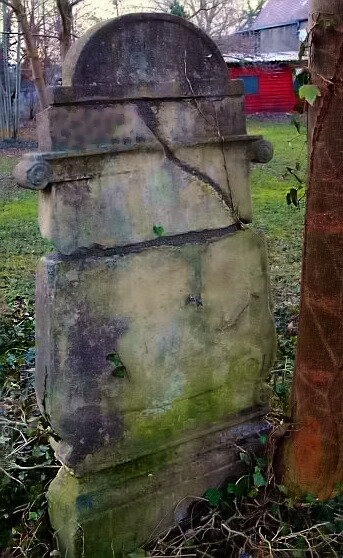
Grabstein des Ber Ulmo am jüdischen Friedhof Kriegshaber

Rabbi Ber Ulmo (hebräisch: בער בן יונה אלמו, auch Bernhard Ber Ullmann, * 1751 in Pfersee; † 21. März 1837 ebenda) war der Sohn von Jonas Ulmo und von 1781 bis zu seinem Tod 1837 sein Amtsnachfolger als Vorsitzender der jüdischen Gemeinde von Pfersee (bei Augsburg) und zudem auch Beschneider, praktischer Arzt und Wechselhändler in Augsburg.
Ab 1770 lernte er in Prag, unter anderem in der Talmudschule des Ezechiel Landau. Seine erste Ehe mit Feigele der Tochter des Arztes Jonas Jeitteles, bei dem er in Prag Medizin studierte, blieb kinderlos. Seine uneheliche Tochter Chava Lea war die Mutter des Ferdinand Wertheimer (1817–1883). Aus seiner zweiten Ehe mit Sofie († 1832), der Tochter des Sulzbacher Rabbiners Moses Löb gingen sechs weitere Kinder hervor.
Am Samstag-Abend vor Jom Kippur im Jahre 1803 wurde Ber Ulmo in der Synagoge von Pfersee unter dem Vorwurf Wiener Bancozettel gefälscht zu haben, festgenommen. Mit ihm wurden an zahlreichen anderen Orten in Schwaben wie Kriegshaber oder Ichenhausen zur selben Zeit Dutzende andere Mitglieder jüdischer Gemeinden verhaftet. Obwohl die Vorwürfe falsch und erlogen waren, kamen die Inhaftierten, die in Günzburg und Donauwörth unter „kafkaesken“ Bedingungen einsaßen, erst im Frühjahr 1804 nach 216 Tagen wieder frei. In der Zeit von Ulmos Inhaftierung kam die berühmte „Pferseer Handschrift“ des Babylonischen Talmuds (Cod. Hebr. 95) in Pfersee abhanden, die sich heute im Besitz der Bayerischen Staatsbibliothek in München befindet und als älteste, fast vollständig erhaltene Talmud-Handschrift der Welt gilt.
Über seine Verhaftung und Haftbedingungen verfasste Ber Ulmo  einen handschriftlichen hebräischen Bericht, der 1928 von seinem New Yorker Urenkel Carl Jonas Ulmann ins Englische übersetzt wurde und als kleiner Privatdruck erschienen. Eine deutsche Übersetzung nach der Handschrift des Originaltextes wurde 2012 veröffentlicht. 
Ber Ulmo starb 1837 am Abend des Purim-Festes und wurde auf dem jüdischen Friedhof beigesetzt, wo bereits Generationen seiner Vorfahren bestattet wurden. 
Zu seinen weiteren Nachkommen zählen die Photographin Doris Ulmann und Richard Willstätter, der 1915 den Nobelpreis für Chemie erhielt.